# Lucius Sempronius Atratinus (Suffektkonsul 34 v. Chr.)
Lucius Sempronius Atratinus (* 73 v. Chr.; † 7 n. Chr.) war ein Politiker der ausgehenden Römischen Republik und frühen Kaiserzeit. 34 v. Chr. amtierte er als Suffektkonsul.

## Leben
Lucius Sempronius Atratinus war ein Sohn des um 57 v. Chr. als plebejischer Ädil amtierenden Lucius Calpurnius Bestia. Als sein Geburtsjahr ist 73 v. Chr. überliefert. Er wurde, als er noch im Kindesalter stand, von einem nicht näher bekannten Lucius Sempronius adoptiert, der damit das Ziel verfolgte, den Fortbestand seiner Familie sicherzustellen. Mit der Beilegung des Beinamens Atratinus knüpfte er an den im 5. Jahrhundert v. Chr. vorkommenden und als patrizisch geltenden Zweig der Sempronii Atratini an, während in historisch sicher fassbarer Zeit der römischen Republik seit dem Ende des 4. Jahrhunderts v. Chr. nur plebejische Zweige der Sempronier vorkamen.
Das erste öffentliche Auftreten von Sempronius ist für 56 v. Chr. bezeugt, als er gegen Marcus Caelius Rufus einen Prozess anstrengte. Dies war eine Reaktion darauf, dass sein leiblicher Vater Lucius Calpurnius Bestia kurz zuvor von Caelius wegen unerlaubten Stimmenkaufs (Ambitus) gerichtlich belangt worden war. Caelius machte sich über den erst siebzehnjährigen Ankläger lustig, dessen Rede vom professionellen Rhetoriklehrer Lucius Plotius Gallus stamme. Cicero hingegen, der als Verteidiger von Caelius fungierte, drückte in der erhaltenen Rede für seinen Klienten mit höflichen Worten seinen Respekt für Sempronius aus. Der Prozess ging zugunsten von Caelius aus.
Aufgrund fehlender Erwähnungen in den erhaltenen Quellen sind Sempronius’ Lebensumstände  während der folgenden 15 Jahre unbekannt. Er taucht erst 40 v. Chr. wieder auf, als er das religiöse Amt eines Augurs übernahm und politisch zu den Gefolgsmännern des Triumvirn Marcus Antonius zählte. Im gleichen Jahr könnte er auch die Prätur innegehabt haben. Ende 40 v. Chr. setzte er sich im Senat für den nach Rom gereisten Herodes ein, der vor dem Einfall der Parther geflohen war und nun um römische Militärhilfe zur Wiedereroberung Judäas ersuchte.
In der folgenden Zeit war Sempronius in der Funktion eines legatus pro praetore für Antonius in Griechenland tätig, wo in der Stadt Hypata ein Standbild von ihm mit erhaltener Inschrift aufgestellt wurde. Seine Gattin Marcia Censorina erhielt wohl damals in Patrai eine Ehrung. Sparta gab Münzen mit dem Porträt und Namen von Sempronius heraus. Sempronius selbst prägte um 39 v. Chr. in einer unbekannten Münzstätte für Antonius.
Als der Triumvir Octavian (der spätere Kaiser Augustus) mehrjährige militärische Auseinandersetzungen mit Sextus Pompeius vor allem in der Umgebung von Sizilien ausfocht, wurde er von Antonius durch die Entsendung eines Geschwaders unterstützt. Einer von dessen Kommandanten war 36 v. Chr. Sempronius, wie aus Münzfunden u. a. von Lilybaeum hervorgeht. Am 1. Januar 34 v. Chr. trat Antonius sein zweites Konsulat an, dankte aber sofort wieder ab, so dass nun Sempronius als Suffektkonsul nachrücken konnte. Sein Amtskollege war Lucius Scribonius Libo.
In dem sich nun zuspitzenden Konflikt zwischen den Triumvirn wechselte Sempronius zu einem nicht genauer bestimmbaren Zeitpunkt auf die Seite Octavians, der den Machtkampf für sich entscheiden konnte. Zum Lohn wurde Sempronius vermutlich 22 v. Chr. zum Prokonsul der Provinz Africa bestellt und durfte nach dem Zeugnis der Triumphalakten nach seiner Heimkehr im Herbst 21 v. Chr. einen Triumph feiern.
Im relativ hohen Alter von 80 Jahren fand Sempronius 7 n. Chr. den Tod, indem er sich wahrscheinlich selbst umbrachte.